# Синклер, Арчибальд, 1-й виконт Тёрсо
Арчибальд Генри Макдональд Синклер, 1-й виконт Тёрсо (англ. Archibald Henry Macdonald Sinclair, 1st Viscount Thurso; 22 октября 1890 — 15 июня 1970) — шотландский политик и лидер Либеральной партии. Он был известен как сэр Арчибальд Синклер с 1912 по 1952 год, а также часто как Арчи Синклер.

## Происхождение и образование
Родился 22 октября 1890 года в Кейтнессе, Шотландия. Сын подполковника Кларенса Гренвиля Синклера (1858—1895), и его американской жены Мейбл Сэндс (? — 1890), дочери Махлона Дэй Сэндса. Он воспитывался в семьях, включающих его деда по отцовской линии сэра Толлмаша Синклера, 3-го баронета, его дяди Уильяма Макдональда Синклера и Оуэна Уильямса, женатого на его тете Нине.
Получив образование в Итонском колледже и Королевском военном колледже в Сандхерсте, Арчибальд Синклер был зачислен в лейб-гвардию в 1910 году. В 1912 году он стал преемником своего деда в качестве 4-го баронета из Ольбстера. Он стал одним из крупнейших землевладельцев в Великобритании, владея поместьем площадью около 100 000 акров (40 000 га) в Кейтнессе. Его развлечения включали поло и полеты: он был заядлым авиатором. В этот период он подружился с Уинстоном Черчиллем.

## Военная карьера

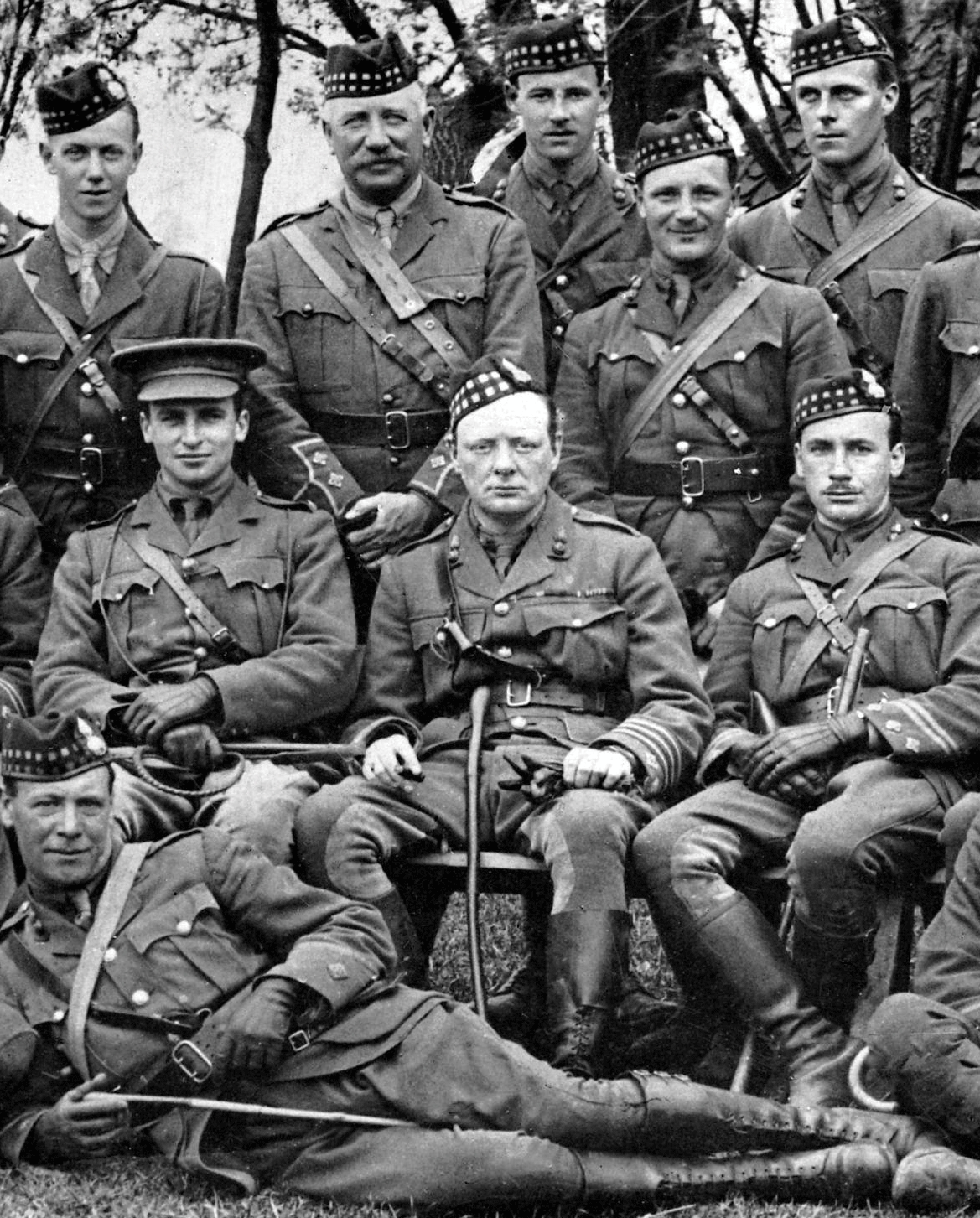
Майор Арчибальд Синклер, сидящий слева, с командиром Уинстоном Черчиллем, офицерами 6-го батальона Королевских шотландских стрелков в 1916 году.

Арчибальд Синклер служил на Западном фронте во время Первой мировой войны, в 1915 году в качестве адъютанта Джона Сили, который командовал канадской кавалерийской бригадой. Он дослужился до звания майора в гвардейском пулеметном полку.
После того, как Уинстон Черчилль ушел в отставку с поста Первого лорда Адмиралтейства, Синклер служил его заместителем, когда Черчилль принял командование в начале 1916 года 6-м батальоном Королевских шотландских фузилеров. Черчилль организовал перевод с Дугласом Хейгом, который отклонил просьбу о переводе Сили, а также отказал ему в Эдварде Спирсе . Они были размещены в секторе Плоегстирт Вуд на Западном фронте.

## Работа с Уинстоном Черчиллем
С 1919 по 1921 год Арчибальд Синклер занимал должность личного военного секретаря Уинстона Черчилля, после чего вернулся в кабинет министров в качестве государственного секретаря по военным вопросам, а затем сопровождал его в министерство по делам колоний в качестве личного секретаря.
Обязанности Синклера включали в себя выполнение функций связного Черчилля с Секретной разведывательной службой. Он имел дела с Джорджем Хиллом и Малкольмом Вуллкомбом, агентом Мэнсфилда Смита-Камминга в СССР. Стюарт Мензис, который имел официальную роль связного в Военном министерстве, был его личным другом. Синклер собирал агентурную и техническую разведку для Черчилля, например, о Леониде Красине. Он также помогал в деликатном обращении с Борисом Савинковым, которого доставили в Лондон. Именно Синклер познакомил видного британского агента Сиднея Рейли с Николаем Алексеевым, начальником разведки лидера белых русских Александра Гучкова.

## Политическая карьера 1922—1939
В 1922 году Арчибальд Синклер был избран в Палату общин как либеральный член парламента от Кейтнесса и Сазерленда, поддерживая Дэвида Ллойд-Джорджа и победив действующего либерального сторонника Герберта Асквита. Он поднялся по карьерной лестнице либералов, когда партия сократилась в парламенте, став главным организатором парламента к 1930 году. В этот период он работал над земельной политикой с Ллойд-Джорджем, включая «Книгу Тартана», которая касалась шотландской деволюции.
В июле 1931 года в доме Синклера состоялась встреча, на которой Освальд Мосли и Гарольд Николсон встретились с Черчиллем, Ллойд-Джорджем и Бренданом Брэкеном, чтобы обсудить политический союз . Примерно через месяц Либеральная партия присоединилась к Национальному правительству Рамсея Макдональда, а Синклер был назначен государственным секретарем Шотландии. В то же время он был приведен к присяге в Тайном совете. В 1932 году он вместе с другими либеральными министрами во главе с Гербертом Сэмюэлем вышел из правительства в знак протеста против введения на Оттавской конференции имперских преференций.
На парламентских выборах 1935 года Герберт Сэмюэл потерял свое место, и Синклер стал лидером Либеральной партии во главе 20 депутатов. Во время кризиса отречения 1936 года его имя было выдвинуто в качестве возможного лидера правительства, которое могло быть сформировано, если Эдуард VIII останется на троне вопреки воле администрации Болдуина. Черчилль поддержал позицию короля, а лорд Бивербрук поддержал идею назначения Синклера премьер-министром. Однако и Клемент Эттли от лейбористов, и Синклер от либералов в конце ноября исключили возможность формирования правительства при таких обстоятельствах.
Арчибальд Синклер последовательно выступал против континентальных диктатур и держал национал-либералов на расстоянии вытянутой руки. Он поддерживал Лигу Наций и коллективную безопасность. Он присоединился к Антинацистскому совету Ойгена Шпира вместе с Черчиллем и Вайолет Бонэм Картер, Маргарет Бондфилд и Хью Далтоном . Общественное мнение в этот момент конца 1930-х годов никоим образом не соглашалось, и Джон Альфред Спендер нападал на Синклера в The Times по вопросам внешней политики, утверждая, что он, как и Союз Лиги Наций, желает войны с державами оси.
Во время Мюнхенского кризиса в сентябре 1938 года Арчибальд Синклер был одним из антиумиротворяющей группы, которая объединилась вокруг Черчилля, вместе с Лео Эмери, Робертом Бутби, Робертом Сесилом, Гарольдом Макмилланом и Гарольдом Николсоном. На личном уровне Вайолет Бонэм Картер была частым гостем Синклеров в Dalnawillan Lodge в Flow Country, как и Харкорт Джонстон и леди Гвендолин Черчилль, жена Джека Черчилля и невестка Уинстона . Бонэм Картер была либеральным активистом, близким последователем Черчилля, противником умиротворения и членом Союза Лиги Наций.

## Вторая мировая война
Когда Уинстон Черчилль сформировал в 1940 году коалиционное правительство из всех партий, Арчибальд Синклер вошел в кабинет министров в качестве министра авиации. Во время военного кризиса в мае 1940 года после падения Франции он встал на сторону Черчилля против плана лорда Галифакса по поиску урегулирования путем переговоров с нацистской Германией при посредничестве фашистской Италии.
Первой задачей Синклера было сотрудничество с Королевскими военно-воздушными силами в планировании битвы за Британию. К концу войны он оказался в разногласии с Черчиллем, выступая против стратегии Артура Харриса по бомбардировке Дрездена и других немецких городов. В 1942 году он убедил Черчилля и его кабинет не проводить репрессии против немецких деревень за военные зверства, такие как резня в Лидице.
Арчибальд Синклер оставался министром до мая 1945 года, когда коалиция распалась. На парламентских выборах 1945 года он потерял свое место. Его отрыв от остальных был невелик: он занял третье место, а победитель Эрик Гандар Дауэр имел на 61 голос больше.

## Последние годы
На парламентских выборах 1950 года Арчибальд Синклер снова баллотировался на свое старое место, заняв второе место. В 1952 году, в год своего первого инсульта, он принял повышение в Палату лордов как виконт Тёрсо из Ольбстера в графстве Кейтнесс . Более серьезный инсульт в 1959 году оставил его в значительной степени прикованным к постели и в состоянии нестабильного здоровья, пока он не умер в своем доме в Твикнеме в 1970 году.

## Семья

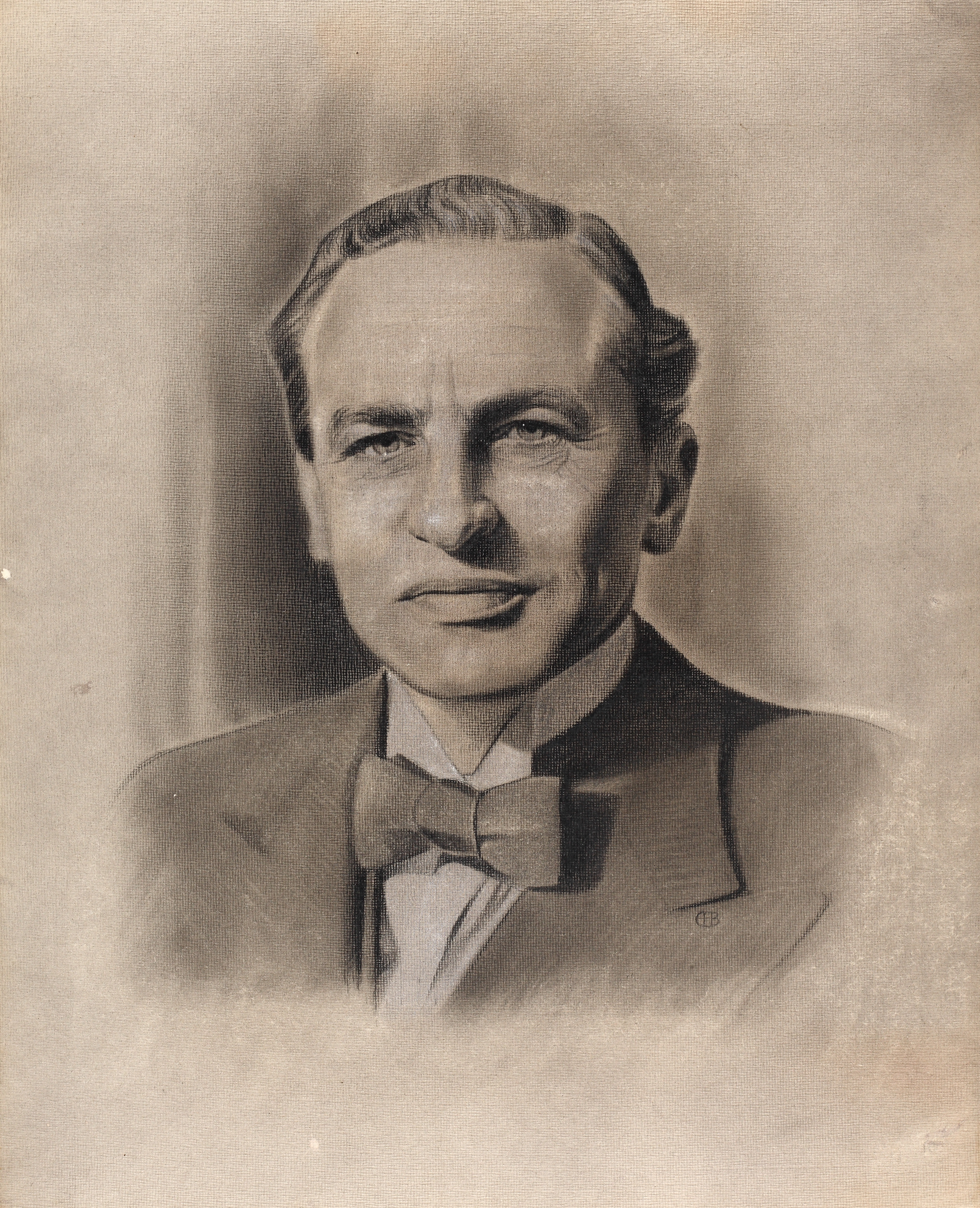
Рисунок Синклера, заказанный Министерством информации в период Второй мировой войны.

28 апреля 1918 года Арчибальд Синклер женился на Мэриголд Форбс (26 августа 1897 — 11 февраля 1975), старшей дочери подполковника Джеймса Стюарта Форбса и леди Анджелы Форбс. У супругов было четверо детей:
- Достопочтенная Кэтрин Синклер (25 октября 1919 — 18 марта 2007), она вышла замуж в 1957 году за польского художника Казимира Зеленкевича[30].
- Достопочтенная Элизабет Синклер (5 июня 1921—1994), она вышла замуж в 1942 году за Арчибальда Майкла Лайла, сына сэра Арчибальда Лайла, 2-го баронета, и была матерью Вероники Линклейтер[31].
- Робин Макдональд Синклер, 2-й виконт Терсо (24 декабря 1922 — 29 августа 1995), старший сын и преемник отца. Он женился в 1952 году на Маргарет Бомонт Робертсон, был отцом Джона Синклера, 3-го виконта Терсо[30]
- Достопочтенный Ангус Джон Синклер (21 апреля 1925 — 29 октября 2003), женился в первый раз в 1955 году на Памеле Карен Бауэр, дочери Далласа Бауэра (разведен в 1967 году), во второй раз в 1968 году на Джудит Энн Перси (разведен в 1992 году), в третий раз в 1992 году на Кейт Фрай[30].